# UNS-Nummer
Die UNS-Nummer (englische Abkürzung für Unified Numbering System for Metals and Alloys) ist eine Systematik, in der jedes Metall mit einem Buchstaben und fünf folgenden Ziffern bestimmt wird. Es ist ein industrielles System, über das sich keine speziellen Eigenschaften oder exakte Zusammensetzungen mit definierten Grenzwerten ableiten lassen.
Allerdings finden sich andere Bezeichnungen teilweise im UNS-System wieder, zum Beispiel Aluminium EN AW-6061 nach EN 573-3 entspricht UNS A96061.

## UNS - System
- Axxxxx – Aluminium – Legierungen
- Cxxxxx – Kupfer – Legierungen, inkl. Bronze
- Fxxxxx – Eisenwerkstoffe
- Gxxxxx – Kohlenstoffstähle
- Hxxxxx – Edelstähle (AISI H)
- Jxxxxx – Gussstähle
- Kxxxxx – Hochfeste Stähle
- L5xxxx – Blei – Legierungen, inkl. Lagermetalle und Hartlote
- M1xxxx – Magnesium – Legierungen
- Nxxxxx – Nickel – Legierungen
- Rxxxxx – Feuerfeste Legierungen
  - R03xxx – Molybdän
  - R04xxx – Niob
  - R05xxx – Tantal
  - R3xxxx – Kobalt
  - R5xxxx – Titan
  - R6xxxx – Zirkonium
- Sxxxxx – Edelstähle, inkl. Chrom-Nickel-Stähle
- Txxxxx – Werkzeugstähle
- Zxxxxx – Zink – Legierungen